# Gråbergstjärnen, Härjedalen
Gråbergstjärnen är en sjö i Härjedalens kommun i Härjedalen och ingår i Ljusnans huvudavrinningsområde.